# Pornografía amateur
La pornografía amateur es una categoría de pornografía en la que aparecen modelos, actores o personas no profesionales que actúan sin remuneración, o actores para los que este material no es su único trabajo remunerado como modelos. Suele calificarse como uno de los géneros más rentables y duraderos de la pornografía.

## Historia

### Fotografías
La introducción de las cámaras Polaroid en 1948 permitió a los aficionados autoproducir fotografías pornográficas de forma inmediata y sin necesidad de enviarlas a un procesador de películas, que podría haberlas delatado y denunciado ante las autoridades por violar las leyes sobre obscenidad. Uno de los aumentos más significativos de la fotografía pornográfica amateur se produjo con la llegada de Internet, los escáneres de imágenes, las cámaras digitales y los teléfonos con cámara. Esto ha permitido a la gente tomar fotos privadas y luego compartir las imágenes casi al instante, sin necesidad de una distribución costosa, lo que a su vez se tradujo en una creciente variedad y cantidad de material. También se ha argumentado que en la era de Internet se ha vuelto socialmente más aceptable hacer y ver porno amateur. A partir de los años 1990, las imágenes pornográficas se compartían e intercambiaban a través de servicios en línea como America Online (AOL). Sitios para compartir fotos como Flickr y sitios de redes sociales como Myspace también se han utilizado para compartir fotografías pornográficas amateur, normalmente desnudos, pero también fotos de sexo duro. Un método más privado y fácil de controlar para compartir fotos es a través de Yahoo! o Google Groups, cuyo acceso está restringido a los miembros del grupo.
Ya entrados, el público en general ha tomado conciencia de los peligros potenciales para los adolescentes o los niños, que pueden no ser conscientes de las consecuencias, al utilizar sus teléfonos con cámara para hacer vídeos e imágenes que luego se comparten entre sus amigos, como en el sexting. Las imágenes inicialmente destinadas a ser compartidas entre parejas ahora pueden difundirse por todo el mundo. El resultado es ahora una pequeña pero creciente cantidad de porno amateur en línea que muestra a modelos menores de edad, creado por los propios jóvenes.

### Películas y vídeos caseros
Antes de la llegada de las videocámaras y las cintas VHS, las parejas tenían que grabarse a sí mismas con película Super-8, que luego había que enviar a procesar. Esto era caro y arriesgado, ya que el laboratorio de procesado podía denunciar la película a la policía dependiendo de las leyes locales.
La pornografía amateur comenzó a aumentar rápidamente en la década de 1980, con la revolución de las videocámaras, cuando la gente empezó a grabar su vida sexual y a ver los resultados en videograbadoras. Al principio, estas películas caseras se compartían de forma gratuita, a menudo bajo el mostrador del videoclub local. Homegrown Video fue la primera empresa en lanzar y distribuir comercialmente este tipo de vídeos amateur para adultos. Se fundó en 1982 y la revista AVN clasificó Homegrown Video como el número 1 entre los 50 títulos para adultos más influyentes de la historia porque supuso la creación del género de la pornografía amateur en el vídeo para adultos. Varias personas que enviaron sus cintas a Homegrown Video se convirtieron en estrellas profesionales del porno, entre ellas Stephanie Swift, Melissa Hill, Rayveness, y Meggan Mallone. En 1991, en respuesta a una investigación de The Boston Globe, los propietarios de videoclubs informaron de que entre el 20 % y el 60 % de los alquileres y ventas de vídeo eran de películas caseras de adultos amateur.
Un caso muy sonado fue el de Kathy Willets y su marido Jeffrey en 1991. Jeffrey era un ayudante del sheriff en Fort Lauderdale, en el condado de Broward (Florida) que había grabado las actividades sexuales de su esposa "ninfómana" con hasta ocho hombres al día. Cobraba hasta 150 dólares la hora y también había grabado a algunas personalidades locales, por lo que ambos fueron detenidos y acusados de prostitución. Ellis Rubin actuó como abogado defensor y alegó que la ninfomanía de Willets estaba causada por el consumo de Prozac. Al final, se declararon culpables y ambas fueron condenadas, aunque Kathy continuó una carrera en la industria del cine para adultos.
El término "realcore" se ha utilizado para describir el porno amateur digital, que surgió debido a la combinación de cámaras digitales baratas y la World Wide Web a finales de los años 1990. El término se refiere tanto a la forma en que se hace el porno como a la forma en que se reproduce. El término hace referencia tanto a cómo se hace el porno, con cámaras sencillas y un estilo documental, como a cómo se distribuye, en su mayoría de forma gratuita, en comunidades web o grupos de noticias de Usenet. El término fue inventado por Sergio Messina, que lo utilizó por primera vez en el Simposio Ars Electronica de 2000, y posteriormente fue adoptado por varios autores y expertos. Messina ha escrito un libro sobre el tema, titulado Realcore, la revolución del porno digital.
El porno amateur también ha influido en el auge de los vídeos sexuales de famosos, en los que aparecen estrellas como Scott Stapp, Kid Rock, Pamela Anderson, Paris Hilton y Kim Kardashian. El aumento de los "tubes" gratuitos de porno amateur ha permitido subir películas caseras a múltiples enclaves de Internet, como Pornhub o XVideos. Debido a la popularidad de las redes sociales, la gente también puede conectar con otros entusiastas del porno amateur para debatir y compartir su vida sexual en plataformas destinadas exclusivamente a este fin. Hay sitios con una comunidad abierta o «cerrada hasta la verificación» donde la gente puede compartir libremente sus propias fotos o ver vídeos amateurs directamente de quienes los graban.

### Literatura: relatos de sexo
Internet también ha afectado a los autores aficionados que comparten sus relatos pornográficos. El texto es mucho más fácil de difundir que las imágenes, por lo que desde principios de la década de 1990 los aficionados contribuían con relatos a grupos de usenet como alt.sex.stories y también a repositorios en línea. Mientras que la mayoría de los sitios comerciales cobran por el contenido de las imágenes, el de los relatos suele ser gratuito y se financia con publicidad emergente o banners. El envío y la clasificación de historias depende del registro como usuario, pero esto también suele ser gratuito. Algunos ejemplos son Literotica o True Dirty Stories.

### Porno de venganza
La aparición de la pornografía amateur y autoproducida ha dado lugar a demandas civiles y a actividades delictivas recientemente identificadas y definidas. El llamado "porno de la venganza" cobró notoriedad a finales de la década de 2000 en la prensa a través de las demandas iniciales de víctimas que habían publicado en Internet imágenes y vídeos suyos desnudos o en actos íntimos.

### Menores
Si el vídeo o las imágenes en cuestión son de personas menores de edad, incluido el material creado por el sujeto (por ejemplo selfies), la investigación por parte de las fuerzas de seguridad puede dar lugar a cargos por pornografía infantil, como ha ocurrido en casos de sexting.

## Contenido en línea generado por los usuarios
Al igual que las revistas tradicionales y la pornografía basada en VHS y DVD, la pornografía en Internet ha sido durante mucho tiempo una empresa rentable. Sin embargo, con el auge de la Web 2.0 y la pornografía amateur, los sitios web basados en la plataforma YouTube de contenidos generados por usuarios y vídeos compartidos se han hecho muy populares. En enero de 2008, una búsqueda de "porno" y "tube" arrojó 8,3 millones de resultados en Yahoo! y 8,5 millones en MSN.
En octubre de 2017, las búsquedas de «porno» y "tube" arrojaron 23 millones de resultados en Google. En marzo de 2017, las búsquedas de "porn" y "tube" arrojaron algo más de 1 400 millones de resultados en Google. Los sitios web de servicios de alojamiento de vídeos "tube" que ofrecen pornografía amateur gratuita cargada por los usuarios se convirtieron en los sitios web de pornografía más visitados de Internet. Dado que el contenido de estos sitios web es totalmente gratuito y de una calidad razonablemente alta, y dado que la mayoría de los vídeos son de larga duración en lugar de clips cortos, estos sitios web han reducido drásticamente los beneficios de los sitios pornográficos de pago y de la pornografía tradicional en revistas y DVD. Los beneficios de los propietarios de los sitios "tube" también se han visto reducidos en un mercado cada vez más saturado, con un número de sitios en constante crecimiento.